# Lijst van burgemeesters van Wildervank
Dit is een lijst van burgemeesters van de voormalige Nederlandse gemeente Wildervank in de provincie Groningen. Op 1 januari 1969 werd een deel van de voormalige gemeente Wildervank gevoegd bij de voormalige gemeente Onstwedde; de nieuwe gemeente die hiervan het gevolg was, kreeg de naam Stadskanaal. Een ander deel werd gevoegd bij de gemeente Veendam.
| Ambtsperiode | Naam burgemeester                  | Partij of stroming | Bijzonderheden                                   |
| ------------ | ---------------------------------- | ------------------ | ------------------------------------------------ |
| 1812 - 1837  | Tjaarda de Cock                    |                    |                                                  |
| 1837 - 1874  | Henderikus Johannes Engelkes       |                    | ovl. 10 juni 1874                                |
| 1874 - 1889  | Jan Melchior Meihuizen (1813-1890) |                    |                                                  |
| 1889 - 1894  | Eelze Alles Kingma                 |                    | was burgemeester van Vlagtwedde                  |
| 1894 - 1899  | Tjaarda de Cock Buning             |                    | kleinzoon van Tjaarda de Cock                    |
| 1899 - 1915  | Uge Uges                           |                    | ovl. 3 september 1915                            |
| 1915 - 1939  | Djurre Pieter Teenstra             |                    | was burgemeester van Aduard, ovl. 2 januari 1939 |
| 1939 - 1942  | Hendrik de Wit                     |                    |                                                  |
| 1943 - 1945  | Gerhardus Hulzebos                 |                    |                                                  |
| 1945 - 1946  | Hendrik de Wit                     |                    | werd burgemeester van Hoogezand                  |
| 1947 - 1951  | Benjamin Pieter (Ben) Liese        |                    | waarnemend burgemeester, werd burgemeester       |
| 1951 - 1969  | Benjamin Pieter (Ben) Liese        |                    | werd burgemeester van Ten Boer                   |